# Colorado River (Golf von Mexiko)
Der Colorado River ist mit etwa 1380 km der längste Strom im US-Bundesstaat Texas und der 18.-längste der Vereinigten Staaten.
Er entspringt auf dem Llano Estacado, fließt unter anderem durch Austin und mündet über die Matagorda-Bucht in den Golf von Mexiko. Der Fluss hat ein Einzugsgebiet von etwa 103.000 km², das bis in den Nachbarbundesstaat New Mexico hineinreicht.

## Namensdeutung und Geschichte
Geschichtsforscher sind sich einig, dass der Colorado River in der indianischen Caddo-Sprache als Kanahatino bezeichnet wurde; auch Pashohono war die Bezeichnung des Flusses, jedoch im Gebrauch von anderen ansässigen Indianerstämmen und -sprachen.
Der Colorado River gilt – neben dem South Llano River – als Kandidat für den San Clemente genannten Fluss, an dem die spanischen Forschungsreisenden Juan Domínguez de Mendoza und Nicolás López 1684 für sechs Wochen verweilten.
Noch eine Bezeichnung findet sich mit La Sablonnière („Sandgrube“) wieder, die vom französischen Entdecker René-Robert Cavelier aus dem Jahre 1687 stammte.
Der Name Colorado, die spanische Bezeichnung für „Rot“, ist gemäß den Geschichtsforschern eine Fehlbezeichnung, da das Wasser des Flusses noch nie eine rottrübe Färbung besaß und er immer klares Wasser mit sich führte. Übereinstimmend wird von den Forschern angenommen, dass der spanische Entdecker Alonso De León 1690 erstmals die Bezeichnung Colorado für den Strom verwendete. Es gibt aber Anzeichen dafür, die die Theorie untermauern, dass ursprünglich mit Colorado River der Brazos River gemeint war; somit die Bezeichnung im Laufe der spanischen Erkundung in diesem Gebiet, auf eine Verwechslung der beiden Flüsse mit dem Namen Colorado hindeutet.
Nach dem Sezessionskrieg wurde der Colorado River ausschlaggebend für die Frachtförderung.

## Flussebene
Anfangs durchwälzt der Colorado River die Prärieregion nahe San Saba County, um danach das Llano-Stromgebiet mit seiner felsigen Berglandschaft zu erreichen. Schließlich durchfließt der Colorado River eine Anzahl von Canyons, bevor er, vom Balcones Fault herkommend, nach Austin einlenkt. Vor Austin ist die Landschaft geprägt durch hügelige Felsschluchten, nach Austin jedoch durchquert der Fluss das flache Schwemmland der Küstenebene und ihr, für diese Gegend, landwirtschaftlich wichtiges Anbaugebiet.
Wichtigste Nebenflüsse des Colorado River sind:
- Pedernales River
- Llano River
- San Saba River
- Concho River
- Pecan Bayou

Mit Ausnahme des Pecan Bayou sind diese Nebenflüsse Quellgespeist und münden in der Region des Edwards Plateau in den Colorado River.
Obwohl der Colorado River im Verhältnis zum Einzugsgebiet eine niedrige jährliche Wasserdurchflussrate besitzt, hat er schon für einige der schlimmsten Landflutungen in Texas gesorgt. Bedingt durch die niedrige Strömung des Flusses bildeten sich im frühen 19. Jahrhundert, durch Verklausungen flussaufwärts zunehmend immer mehr Überschwemmungen, sodass 1839 der Fluss von seiner Mündung aus nur noch 15 Kilometer landeinwärts beschiffbar war.
Besonders hiervon betroffen waren Wharton County und Matagorda County.
Der gegenwärtige Caney Creek Kanal war vor etwa 1000 Jahren bereits ein ursprünglicher und natürlicher Kanal dieses Flusses, bevor er sich in eine Trichtermündung im jetzigen Caney Creek-Gebiet spaltete und sich die Flussströmung in westliche Richtung ausdehnte.
Durch das Bedürfnis nach einem konstanten Wasserfluss zur Bewässerung der großen Reisplantagen in Wharton County und Matagorda County kombiniert mit der Wasserkontrolle durch Rückhaltebecken und Staudämme entstanden neue Herausforderungen.

## Hauptorte am Colorado River
- Austin, die Hauptstadt von Texas
- Lamesa
- Colorado City
- Robert Lee
- Ballinger
- Paint Rock
- Marble Falls
- Bastrop
- Smithville
- La Grange
- Columbus
- Wharton
- Bay City

## Stauseen im Flusslauf
Die wichtigsten Staubecken am Colorado River sind:
- Lake Colorado City
- Lake J. B. Thomas
- Lake Buchanan
- Inks Lake
- Lake Marble Falls
- Lake Lyndon B. Johnson
- Lake Travis
- Town Lake Austin